# Lei de Moisés
A Lei de Moisés é um termo usado com frequência na Bíblia, em primeiro lugar por Josué 8:32. O termo Lei mosaica é usado nos textos acadêmicos. A Lei mosaica é composta por um código de leis formado por ordens e proibições. 

## História
Segundo as escrituras hebraicas, a Lei foi dada por Deus através do Patriarca Moisés, tendo sido os Dez Mandamentos escritos em tábuas de pedra pelo próprio dedo de Deus no monte Sinai, a tábua dos dez mandamentos. 
Segundo os críticos, a Lei foi estabelecida em um período muito posterior, consolidando-se e atingindo sua forma final apenas na época dos reis hebreus.
Segundo os historiadores, a Lei Mosaica não apresenta nenhum elemento novo, sendo a maior parte de seus elementos adaptações e transcrições encontradas em documentos (códigos legislativos e morais) mais antigos como aqueles utilizados pelos egípcios (exertos do Livro Egípcio dos Mortos), indianos (Código de Manu), babilônicos (Lei de talião) e por outras civilizações do Crescente Fértil (Código de Hamurabi).
No ocidente a Lei e o nome de Moisés eram totalmente desconhecidos até o advento do Cristianismo. O triunfo do Cristianismo no século IV d.C assegurou a popularização dos Dez Mandamentos que, ao integrarem o Catecismo Cristão, adquiriram seu caráter universal.

## Conteúdo
A Lei pode ser resumida nos Dez Mandamentos, que em língua hebraica são chamados simplesmente de "As Dez Palavras" ou "Os Dez Ditos". 
Os Dez Mandamentos regulamentam a relação do ser humano com Deus e com seu próximo. Além destes 10 mandamentos também existem outros 613 mandamentos estabelecidos pela Torá.
Para fins didáticos, o Código Mosaico pode ser dividido em  Leis Morais, Leis Civis e Leis Religiosas (Leis Cerimoniais).
As leis cerimoniais, regulavam o ministério no santuário do Tabernáculo e, posteriormente, no Templo. Elas tratavam também da vida e do serviço dos sacerdotes e encontram-se descritas especialmente no Livro chamado Levítico.
Em conjunto, todas essas disposições escritas através de ordens e proibições formam a Lei Mosaica (Torá Escrita).
No judaísmo rabínico, além dessas 613 ordenanças da Torá escrita , há ainda as leis do Talmude, que são os registros dos preceitos religiosos e jurídicos  transmitidas oralmente através da Tradição e posteriormente compilados entre os séculos III-IV D.C.
A Torá Oral e a Torá escrita são as duas colunas sobre as quais se sustentam o Judaísmo, suas práticas e devoções.

### A enumeração rabínica, 613 mandamentos
Em hebraico a lei é chamada de Torá, que pode significar mandamento como também instrução ou doutrina. O conteúdo da Torá são os cinco livros de Moisés, mas o termo Torá é aplicado igualmente ao Antigo Testamento e Novo Testamento como um todo. 
Segundo os Judeus, a Lei de Deus dada e promulgada sobre o monte Sinai através de Moisés é Una, Eterna e Imutável. Constitui-se na expressão perfeita e invariável da vontade de Deus. 
Os "Dez Mandamentos" são a síntese da Torá.
Os Dez Mandamentos escritos em hebraico têm a sua origem Divina. A Lei é para todos os tempos e se constitui no elemento através do qual Deus governa o povo de Israel servindo como elemento distintivo entre os hebreus e outros povos (gentios). 
Todas essas Leis expressam a vontade de Deus, através das quais um grupo de sacerdotes exerce o governo do povo (Teocracia). Em um estado teocrático os poderes Temporal e Espiritual encontram-se unidos, não havendo distinção entre Lei civil, moral e/ou religiosa. 
Todas elas são objeto da classe sacerdotal que conduz e regula a vida do povo através dos Mandamentos outorgados por Deus.
Segundo alguns críticos, as leis da Torá foram estabelecidas por Moisés, o qual, visando iniciar o processo civilizatório da nação israelita, criou leis severas e rígidas com o objetivo de disciplinar e manter pelo temor um povo turbulento, mas disciplinado. Para dar autoridade às suas leis, ele deveu atribuir-lhes origem divina, assim como o fizeram todos os legisladores de povos primitivos; a autoridade do homem deveria se apoiar sobre a autoridade de Deus. Assim sendo, conforme o ponto de vista crítico , as leis mosaicas, tinham apenas um caráter essencialmente transitório e local, embora possuam algumas características universais.

## Interpretação rabínica
O conteúdo das instruções e suas interpretações, a Torá Oral, foi transmitido oralmente, extraído e codificado no judaísmo rabínico, e no Talmud foram numerados como os 613 mandamentos. A Lei dada a Moisés no Sinai (hebraico Halakhah le-Moshe mi-Sinai הלכה למשה מסיני) é uma distinção haláquica.
O judaísmo rabínico  afirma que Moisés apresentou as leis ao povo judeu, e que as leis não se aplicam aos gentios (incluindo os cristãos), com exceção das Sete Leis de Noé, que (como se ensina) se aplicam a todas as pessoas.

## Interpretação cristã
A maioria dos cristãos acredita que apenas as partes que tratam da lei moral (em oposição à lei cerimonial) ainda são aplicáveis, outros acreditam que nenhuma se aplica, os teólogos da dupla aliança acreditam que a Antiga Aliança permanece válida apenas para os judeus, e uma minoria tem a visão de que todas as partes ainda se aplicam aos crentes em Jesus e na Nova Aliança.